# Região Geográfica Intermediária de Ilhéus-Itabuna
A Região Geográfica Intermediária de Ilhéus-Itabuna é uma das dez regiões intermediárias do estado brasileiro da Bahia e uma das 134 regiões intermediárias do Brasil, criadas pelo Instituto Brasileiro de Geografia e Estatística (IBGE) em 2017. É composta por 51 municípios, distribuídos em quatro regiões geográficas imediatas.
Sua população total estimada pelo Instituto Brasileiro de Geografia e Estatística (IBGE) para 1º de julho de 2018 é de 1 626 078 de habitantes, distribuídos em uma área total de 47 401,517 km².
Itabuna é o município mais populoso da região intermediária, com 212 740 habitantes, de acordo com estimativas de 2018 do Instituto Brasileiro de Geografia e Estatística (IBGE).

## Regiões geográficas imediatas
| Região geográfica imediata                           | Municípios | População Estimativa 2018 | Área (km²) | Produto Interno Bruto (R$) | PIB per Capita (R$) |
| ---------------------------------------------------- | --- | ------------------------- | ---------- | -------------------------- | ------------------- |
| Região Geográfica Imediata de Ilhéus-Itabuna         | Almadina Aurelino Leal Barro Preto Buerarema Coaraci Firmino Alves Floresta Azul Ibicaraí Ibicuí Ibirapitanga Ilhéus Itabuna Itacaré Itaju do Colônia Itajuípe Itapé Itapitanga Maraú Santa Cruz da Vitória São José da Vitória Ubaitaba Uruçuca | 661 396                   | 10 755,851 | 10 168 169                 | 14 497              |
| Região Geográfica Imediata de Teixeira de Freitas    | Alcobaça Caravelas Ibirapuã Itamaraju Itanhém Jucuruçu Lajedão Medeiros Neto Mucuri Nova Viçosa Prado Teixeira de Freitas Vereda | 449 878                   | 18 535,756 | 7 592 046                  | 16 780              |
| Região Geográfica Imediata de Eunápolis-Porto Seguro | Belmonte Eunápolis Guaratinga Itabela Itagimirim Itapebi Porto Seguro Santa Cruz Cabrália | 378 407                   | 12 109,081 | 6 246 262                  | 16 340              |
| Região Geográfica Imediata de Camacan                | Arataca Camacan Canavieiras Jussari Mascote Pau Brasil Santa Luzia Una | 136 397                   | 6 000,829  | 1 332 776                  | 9 112               |
| Total                                                | 51 | 1 626 078                 | 47 401,517 | 25 130 867                 | 15 454              |